# “一国两制”在香港特别行政区的实践
《“一国两制”在香港特别行政区的实践》白皮書由中華人民共和國國務院新聞辦公室於2014年6月10日發布，這是中華人民共和國政府首次發布的關於香港的白皮書。白皮書中稱，香港社會有人對「一國兩制」方針政策和《基本法》認識模糊、理解片面，所謂的香港高度自治「限度在中央授予多少權力，香港就享有多少權力」；並指出在「一國兩制」中，兩制僅能「從屬」於一國，特首人選「必須愛國愛港」，特首與立法會普選制度都要「符合國家安全及利益」。書中還特別點明「要始終警惕外部勢力利用香港干預中國內政的圖謀，防範和遏制極少數人勾結外部勢力干擾破壞一國兩制在香港的實施」。相關內容引起香港各界高度關注和爭議。
北京大学港澳研究中心執行主任強世功、清華大學法學院院长王振民、中國人民大學台港澳研究中心主任齊鵬飛為白皮書主要執筆者。

## 背景
白皮書發布于「佔領中環」運動公投前夕。占領中環行動發起人將於2014年6月22日舉行622全民投票，讓香港市民投票選出2017年行政長官的普選方案。發起人表示，這次投票後，他們將會決定「佔中」下一步行動。
而在白皮書發布前一日，泛民主派的香港立法會議員梁國雄，也因為2011年針對香港立法會遞補機制爭議的抗議事件，被判入獄四周。
白皮書強調，“中央拥有对香港特别行政区的全面管治权，既包括中央直接行使的权力，也包括授权香港特别行政区依法实行高度自治。对于香港特别行政区的高度自治权，中央具有监督权力。”又強調，「要始終警惕外部勢力利用香港干預中國內政的圖謀，防範和遏制極少數人勾結外部勢力干擾破壞『一國兩制』在香港的實施」。

## 反應

### 特首
香港行政長官梁振英表示，这份白皮书是“总结过去十七年，一个国家两种制度、港人治港、高度自治”，指“白皮书对香港市民及国际社会进一步深入认识一国两制有积极作用”，并稱撰写白皮书历时一年的时间，和香港“即将发生的事情”无关。

### 泛民主派
公民黨立法會議員梁家傑表態，香港白皮書是北京想要阻撓「和平佔中」6月22日全民投票的計謀，因為他們擔心投票結果會讓北京難以承受。
工黨主席李卓人認為，白皮書是為了打壓港人爭取普選的意志，說明要以北京中央的意志為主，又認為北京的壓力愈大、港人反抗愈大。
佔領中環發起人之一戴耀廷表示，白皮書內容無新意，有關講法過去在不同場合已有北京官員提過。但國務院選擇這天發布，目的是想針對「佔中」的6月22日全民投票，恐嚇及阻嚇港人透過社會行動發聲，但愈打壓就會刺激愈多港人支持普選。
學民思潮黃之鋒直斥，白皮書是「危樓內的僭建物」，相信白皮書將刺激更多港人參加由佔中運動發起的6月22日全民公投。

### 建制派
民建聯的立法會議員譚耀宗認為，北京發表白皮書，是因為看到有些人想否定《基本法》、並衝擊法制。
時任香港律師會主席林新強在律師會理事會表態前，在香港電台節目《中國點點點》中表示，他認為在白皮書中「要求法官需要愛國」的部份沒有問題，並不會對司法獨立造成影響。然而，此評論遭到部分律師會會員的抨擊，並導致他在會員大會中被要求撤回言論。

### 其他
2014年6月13日，知名中國異見人士鲍彤撰文指出，白皮书篡改了一国两制的定义，「不管是谁，不谈一国两制则已；要谈，必须以《中英联合声明》为唯一的法律根据，因为这是香港回归的基础、是中英两国昭告世人并且必须信守不渝的准则」；他說，一国两制的本义和正义是《中英联合声明》中「除外交和国防事务属中央人民政府管理外，香港特别行政区享有高度的自治权」，它界定了一国两制的「不容曲解和阉割的全部含义」。
2014年7月，前港督彭定康批評白皮書干預香港司法獨立，他接受英國《金融時報》訪問時說「在法治制度下，法官是獨立的，不應被質疑受到指示或因某些政治考量而被逼放棄對程序公義和何謂合法的看法」；英國外交部拒絕評論他的訪問或司法獨立的問題，但重申英國政府歡迎香港行政長官由普選產生。
2014年白皮書發表後，中國内地的不少法學家紛紛發表觀點，認爲白皮書所說符合《中華人民共和國憲法》和《中華人民共和國香港特別行政區基本法》的規定，《基本法》第20条也明確规定，“香港特别行政区可享有全国人民代表大会和全国人民代表大会常务委员会及中央人民政府授予的其他权力”，强调香港特别行政区的高度自治权来源于中央授权，并非香港固有，中央与香港不是分权体制，不存在所谓“剩余权力”问题，希望香港的反对派人士理性面对中央与香港的关系。全国港澳研究会理事、深圳大学港澳基本法研究中心常务副主任邹平学表示，“被授权者行使授权的权力，不能违背授权主体授予权力的目的，不能侵害授权主体的权力和利益”；“授权者对于被授权者行使所授权的权力拥有监督、制约的权力，拥有依法收回授权的权力。”
2014年8月26日，英國最高法院院長兼香港終審法院非常任法官廖柏嘉在香港外國記者會演講指出，法官要愛國是前設，英國與香港的法官宣誓都有效忠國家條文，這已經滿足到「愛國」的要求。他又對香港的司法制度有絕對信心，現在未見到「法律下的管治」（rule of law）有問題，英國的法官需要宣誓效忠英女皇及國家主權，香港特區的法官同樣要宣誓效忠中華人民共和國香港特別行政區的法律和基本法，而最重要是法官能不偏不倚、維持獨立的判斷、免受行政機關影響。他說，司法獨立並沒有與「法律上的愛國」不一致，當中法官的「愛國」方式為致力於「法律下的管治」，該方式是不容撤銷或削弱的。

## 相关
6月11日，包括社民連、人民力量、香港專上學生聯會、街坊工友服務處、新民主同盟、保衛香港自由聯盟和學民思潮在內的多個公民團體，在上午11點左右遊行到中央人民政府駐香港特別行政區聯絡辦公室（中聯辦），抗議白皮書的發表，并在中聯辦大樓外焚燒道具白皮書。
公民黨十多名代表，由黨魁梁家傑帶領，在中聯辦門外放下一本自製的白皮書，上面寫有「收回」兩字。梁家傑指，白皮書意味高度自治變成中央管治。民主黨計劃在當天稍晚時刻發起遊行，抗議白皮書的發布。

## 外部連結
《「一國兩制」在香港特別行政區的實踐》白皮書全文 （页面存档备份，存于）／新華網專題 （页面存档备份，存于）